# Халмуратов, Муроджон Юлдашевич
Муроджон Юлдашевич Халмуратов  (узб. Murodjon Yo‘ldashevich Xolmuratov; род. 11 июня 1982) — узбекистанский профессиональный шоссейный велогонщик. Многократный чемпион Узбекистана в индивидуальной гонке на время (2011–2014) и групповой гонке (2013). Участник Летних Олимпийских игр 2012 года.

## Победы
| 2007 - Чемпионат Узбекистана - индивидуальная гонка на время — 2-е место - групповая гонка — 3-е место 2008 - Чемпионат Узбекистана, индивидуальная гонка на время — 3-е место 2009 - Чемпионат Узбекистана, индивидуальная гонка на время — 2-е место 2010 - Чемпионат Узбекистана, групповая гонка — 2-е место 2011 - Чемпион Узбекистана в индивидуальной гонке на время - Тур Китая — генеральная классификация | 2012 - Тур Таиланда — этап 1 и 2-е место в общем зачёте - Чемпион Узбекистана в индивидуальной гонке на время 2013 - Чемпионат Азии по велоспорту - Чемпион в индивидуальной гонке на время - Чемпион в групповой гонке - Чемпионат Узбекистана - Чемпион в индивидуальной гонке на время - Чемпион в групповой гонке 2014 - Чемпион Узбекистана в индивидуальной гонке на время |